# Флінстоуни 2: Віва Рок-Вегас
Флінстоуни 2: Віва Рок-Вегас (англ. The Flintstones in Viva Rock Vegas) — американська кінокомедія 2000 року режисера Браяна Леванта. Фільм є приквелом до фільму «Флінстоуни» (1994), заснованого на однойменному мультсеріалі 1960—1966 років. Дія розгортається напередодні подій серіалу та першого фільму, показуючи, як Фред і Барні зустрічаються з Вільмою та Бетті. Назва фільму — це посилання на пісню Елвіса Преслі «Viva Las Vegas».

## Сюжет
Найкращі друзі Фред Флінтстоун та Барні Раббл отримують кваліфікацію кранівників та роботу в кар'єрі. Тепер вони починають замислюватися про те, що їм час уже знайти собі подруг. У цей час вони знайомляться із маленьким зеленим інопланетянином на ім'я Великий Газу, який прибув на Землю вивчати шлюбні ритуали людей. Тим часом Вілма Слегхупл, дівчина з багатої сім'ї, на вимогу матері має вийти заміж за Чіпа Рокфеллера, представника іншої багатої родини. Вілма втікає з дому, оскільки не погоджується на такий шлюб. У кафе вона знайомиться з офіціанткою на ім'я Бетті О'Шейл. Бетті сприймає Вілму за "безпечерну" і дозволяє пожити в себе, оскільки сама у свій час жила в притулку. Вілма влаштовується офіціанткою в кафе.
У кафе Фред і Барні знайомляться з Вілмою та Бетті і разом вирушають на подвійне побачення до парку атракціонів. Спочатку Фред доглядає Бетті, а Барні Вілму, але стосунки з дівчатами у чоловіків починають складатися краще, коли вони обмінюються парами. На одному з атракціонів Фред виграє яйце, з якого вилуплюється динозаврик. Його називають Діно і він стає домашнім вихованцем. Вілма збирається повернутись додому з нагоди дня народження свого батька. Вона запрошує на цю подію своїх нових друзів. Так вся компанія дізнається, що Вілма з багатої сім'ї. Батько дарує Вілмі перлове намисто, яке колись носила її прапрабабуся. Свято псує Діно, яке несподівано вривається в обідню залу.
Чіп Рокфеллер роздратований тим, що Вілма віддала перевагу іншому, проте не залишає надії змінити її думку. Чіп запрошує Вілму та її друзів на відкриття свого казино в Рок-Вегасі. Він дає кредит Фреду і дозволяє вигравати, через що той впадає у стан азарту. Фред хоче виграти якомога більше черепашок, тому що відчув себе ніяково через свою бідність, коли дізнався, що Вілма з багатої родини. У якийсь момент Чіп перемикає всі автомати та столи в казино в режим програшу і залишає Фреда ні з чим. Потім він підкидає йому в кишеню намисто Вілми, щоб звинуватити у крадіжці. При цьому самому Чіпу потрібна Вілма лише через багатство її сім'ї. Він має проблеми з фінансами і заборгував бандитам.
Проблеми з дівчиною починаються і у Барні. Спільниця Чіпа Роксі намагається відвернути його від Фреда, щоб той не заважав Фреду програвати. Бетті ж неправильно трактує поведінку Барні та Роксі. На Бетті, що ридає біля басейну, звертає увагу музикант Мік Джаггед з гурту «Стоунз», який не втрачає можливості відвести симпатичну дівчину у свій номер. Ситуація прояснюється, коли Барні освідчується Бетті у коханні. Фред виходить на сцену замість Джеггеда і в свою чергу освідчується в коханні Вілмі. Тут же у Рок-Вегасі Фред та Вілма справляють весілля, а букет нареченої ловить Бетті.

## Акторський склад
| Актор            | Роль                                   |
| ---------------- | -------------------------------------- |
| Марк Едді        | Фред Флінстоун                         |
| Стівен Болдвін   | Барні Раббл                            |
| Крістен Джонстон | Вілма Слагхупл                         |
| Джейн Краковськи | Бетті О'Шейл                           |
| Томас Гібсон     | Чіп Рокфеллер                          |
| Алан Каммінг     | Великий Газу / Мік Джеггед             |
| Гарві Корман     | полковник Слагхупл, батько Вілми       |
| Джоан Коллінз    | Перл Слагхупл, мати Вілми              |
| Алекс Менесес    | Роксі, дівчина Чіпа                    |
| Тоні Лонго       | Великий Роко, гангстер                 |
| Денні Вудберн    | Малий Роко, гангстер                   |
| Джон Тейлор      | Кіт Рокхард                            |
| Ірвін Кіз        | Джо Рокхед                             |
| Тейлор Негрон    | Газаам і Газінг, прибульці з раси Газу |
| Мел Бланк        | Діно (архівна озвучка)                 |
| Джон Стівенсон   | диктор                                 |
| Джон Чо          | паркувальник                           |
| Крістен Стюарт   | Дівчина, що кидає кільця               |